# Campionati del mondo di ciclocross 2008 - Gara femminile Elite
La nona edizione della gara femminile Elite dei Campionati del mondo di ciclocross si svolse il 26 gennaio 2008 con partenza ed arrivo da Treviso, in Italia, su un circuito di 3,252 km da ripetere più volte. La vittoria fu appannaggio della tedesca Hanka Kupfernagel per la quarta volta, la quale terminò la gara in 45'15", precedendo l'olandese Marianne Vos e la francese Laurence Leboucher.
Partenza con 38 cicliste delle quali 36 portarono a termine la competizione.

## Squadre partecipanti
| N. cicliste | Cod. | Squadra       |
| ----------- | ---- | ------------- |
| 1           | AUT  | Austria       |
| 4           | BEL  | Belgio        |
| 2           | CAN  | Canada        |
| 1           | CZE  | Cechia        |
| 5           | FRA  | Francia       |
| 2           | GBR  | Gran Bretagna |
| 4           | GER  | Germania      |
| 8           | ITA  | Italia        |
| 3           | JPN  | Giappone      |
| 6           | NED  | Paesi Bassi   |
| 1           | SUI  | Svizzera      |
| 5           | USA  | Stati Uniti   |

## Ordine d'arrivo (Top 10)
| Pos. | Corridore                  | Squadra     | Tempo   |
| ---- | -------------------------- | ----------- | ------- |
| 1    | Hanka Kupfernagel          | Germania    | 45'15"  |
| 2    | Marianne Vos               | Paesi Bassi | a 13"   |
| 3    | Laurence Leboucher         | Francia     | a 17"   |
| 4    | Christel Ferrier-Bruneau   | Francia     | a 26"   |
| 5    | Maryline Salvetat          | Francia     | a 52"   |
| 6    | Mirjam Melchers-Van Poppel | Paesi Bassi | a 58"   |
| 7    | Wendy Simms                | Canada      | a 1'04" |
| 8    | Daphny van den Brand       | Paesi Bassi | a 1'09" |
| 9    | Rachel Lloyd               | Stati Uniti | a 1'23" |
| 10   | Caroline Mani              | Francia     | a 1'42" |